# Sarraguzan
Sarraguzan (gaskognisch: Sarragusan) ist eine französische Gemeinde mit 87 Einwohnern (Stand 1. Januar 2022) im Département Gers in der Region Okzitanien (bis 2015 Midi-Pyrénées); sie gehört zum Arrondissement Mirande und zum Gemeindeverband Astarac Arros en Gascogne. Die Bewohner nennen sich Sarraguzanais/Sarraguzanaises.

## Geografie
Sarraguzan liegt rund 18 Kilometer südwestlich von Mirande und 25 Kilometer nordöstlich von Tarbes im Süden des Départements Gers an der Grenze zum Département Hautes-Pyrénées. Die Gemeinde besteht aus Weilern, zahlreichen Streusiedlungen und Einzelgehöften. Die Osse bildet auf vier Kilometern Länge die westliche Gemeindegrenze.
Nachbargemeinden sind Sadeillan im Norden, Mont-de-Marrast im Nordosten, Manas-Bastanous im Osten, Fontrailles (im Département Hautes-Pyrénées) im Süden,  im Südwesten und Westen, Bernadets-Debat im Westen sowie Castex im Nordwesten.

## Geschichte
Im Mittelalter lagen Maumus und Sarraguzan in der Kastlanei Moncassin der Grafschaft Astarac in der historischen Landschaft Gascogne und teilten deren Schicksal. Die Gemeinden gehörten von 1793 bis 1801 zum District Mirande. Seit 1801 sind die Gemeinden dem Arrondissement Mirande zugeteilt und gehörten von 1793 bis 2015 zum Wahlkreis (Kanton) Miélan. Im Jahr 1823 vereinigten sich die Gemeinden Maumus (1821: 201 Einwohner) und Sarraguzan (1821: 203 Einwohner) zur heutigen Gemeinde.

## Bevölkerungsentwicklung
Die Einwohnerentwicklung ist typisch für eine französische Landgemeinde. Normal sind die Entwicklungen zwischen 1793 und 1851 mit einem starken Wachstum sowie die erste Abwanderungswelle bis 1872. Danach folgte eine kurze Wachstumsphase – gefolgt von einer zweiten Abwanderungswelle ab 1886. Heute ist die Bevölkerungszahl auf einem historischen Tiefpunkt. 
| Jahr                       | 1962 | 1968 | 1975 | 1982 | 1990 | 1999 | 2006 | 2011 | 2020 |
| Einwohner                  | 163  | 137  | 120  | 112  | 88   | 84   | 90   | 99   | 89   |
| Quellen: Cassini und INSEE |      |      |      |      |      |      |      |      |      |

## Sehenswürdigkeiten
- Kirche Saint-Jacques in Sarraguzan
- Kirche Notre-Dame in Maumus
- fünf Wegkreuze
- Gedenkplatte für die Gefallenen an der Kirchenwand[3]

## Verkehr
Die wichtigste regionale Verbindung ist die D3. Die D567 durch Maumus und die Straßen von Sarraguzan nach Manas und Fontrailles sind die wichtigsten lokalen Verkehrsverbindungen.